# 小行星11219
小行星11219（11219 Benbohn）是一颗绕太阳运转的小行星，为主小行星带小行星。该小行星于1999年5月10日发现。

## 轨道参数
小行星11219的轨道半长轴为2.3603163 UA，离心率为0.148。